# Samtgemeinde Hanstedt
La comunità amministrativa di Hanstedt (Samtgemeinde Hanstedt) si trova nel circondario di Harburg nella Bassa Sassonia, in Germania.

## Suddivisione
Comprende 6 comuni:
1. Asendorf
2. Brackel
3. Egestorf
4. Hanstedt
5. Marxen
6. Undeloh

Il capoluogo è Hanstedt.